# BMTジャマイカ線
BMTジャマイカ線（BMT Jamaica Line）は、ニューヨーク市のブルックリン区とクイーンズ区を結ぶニューヨーク市地下鉄Bディビジョンの路線である。ブルックリンのブロードウェイ線(Broadway (Brooklyn) Line）と呼ばれることもある。ウィリアムズバーグ橋からブロードウェイ上を南東にイーストニューヨークへ、さらにフルトン・ストリート (ブルックリン)およびジャマイカ・アベニューの上を東進してクイーンズ区ジャマイカに至る。ジャマイカ西部でトンネルに入り、ジャマイカ中部でアーチャー・アベニュー線の下層線になる。J・Z系統はジャマイカ線全線、M系統はマートル・アベニュー駅以西で運行されている。
ジャマイカ線はニューヨーク市地下鉄の中で最長の高架路線で、最古の高架区間であるゲイツ・アベニュー駅 - ヴァン・シックレン・アベニュー駅間（1885年にブルックリン高架鉄道およびBMTレキシントン・アベニュー線として開業）と、最新の高架区間であるアーチャー・アベニュー線（地下）に下る坂路（1988年開業）を含んでいる。
ブルックリン・マンハッタン・トランジット社（BMT）が運行していた頃は路線案内も東西方向で行われており、概ね実際の方角と一致していた。しかし、運行主体がニューヨークシティ・トランジット・オーソリティになってからは路線案内は南北方向で行われるようになり、BMT時代の西が北、東が南に読み替えられた。このため、ダウンタウン・ブルックリンに至るBMTナッソー・ストリート線では運行系統により南北が異なることになった。混乱を防ぐためにBMT東部地区では方向の反転が行われ、ジャマイカ方面が北行になった。KK系統（後にK系統を経てJ・Z系統）と現在のM系統はクリスティー・ストリート連絡線経由でIND6番街線と接続しジャマイカあるいはメトロポリタン・アベニュー駅が南端とされていたため、例外としてそのまま残された。

## 運行パターン
| 運行系統 | 時間帯                                                                                  | 時間帯         | 時間帯   | 運行区間                                                                      |
| 運行系統 | ラッシュ時                                                                              | 日中 夕方 週末 | 深夜     | 運行区間                                                                      |
| -------- | --------------------------------------------------------------------------------------- | -------------- | -------- | ----------------------------------------------------------------------------- |
|          | - 混雑方向はマートル・アベニュー駅以西で急行運転 - マートル・アベニュー駅以東は千鳥停車 | 各駅停車       | 各駅停車 | 全線                                                                          |
|          | - 混雑方向はマートル・アベニュー駅以西で急行運転 - マートル・アベニュー駅以東は千鳥停車 | 運休           |          | 全線                                                                          |
|          | 各駅停車                                                                                | 各駅停車       | 各駅停車 | - マートル・アベニュー駅以西（夜間除く） - マートル・アベニュー駅のみ（深夜） |

## 駅一覧
| 地区 （概略）                                                         | バリアフリー・アクセス                                | 駅名                              | 線路     | 運行系統 | 開業日        | 乗換・備考 |
| --------------------------------------------------------------------- | ----------------------------------------------------- | --------------------------------- | -------- | -------- | ------------- | --- |
| ジャマイカ                                                            | 廃止区間                                              | 廃止区間                          | 廃止区間 | 廃止区間 | 廃止区間      | 廃止区間 |
| ジャマイカ                                                            |                                                       | 168丁目駅                         |          |          | 1918年7月3日  | 1977年9月10日廃止。Q49系統のバスに代替されたが1988年12月11日にバスも廃止。 |
| ジャマイカ                                                            |                                                       | 160丁目駅                         |          |          | 1918年7月3日  | 1977年9月10日廃止。Q49系統のバスに代替されたが1988年12月11日にバスも廃止。 |
| ジャマイカ                                                            |                                                       | サットフィン・ブールバード駅      |          |          | 1918年7月3日  | 1977年9月10日廃止。Q49系統のバスに代替されたが1988年12月11日にバスも廃止。 |
| ジャマイカ                                                            |                                                       | クイーンズ・ブールバード駅        |          |          | 1918年7月3日  | 1985年4月15日廃止。Q49系統のバスに代替されたが1988年12月11日にバスも廃止。 |
| ジャマイカ                                                            |                                                       | メトロポリタン・アベニュー駅      |          |          | 1918年7月3日  | 1985年4月15日廃止。Q49系統のバスに代替されたが1988年12月11日にバスも廃止。 |
|                                                                       |                                                       |                                   |          |          |               | |
| BMTアーチャー・アベニュー線の続きとして開始（J Z ）                   |                                                       |                                   |          |          |               | |
| リッチモンドヒル                                                      |                                                       | 121丁目駅                         | 緩・急   | J Z      | 1918年7月3日  | JFK空港行きQ10系統 |
| リッチモンドヒル                                                      |                                                       | 111丁目駅                         | 緩・急   | J        | 1917年5月28日 | |
| リッチモンドヒル                                                      |                                                       | 104丁目駅                         | 緩・急   | J Z      | 1917年5月28日 | 旧駅名：102丁目駅 |
| ウッドヘブン                                                          |                                                       | ウッドヘイブン・ブールバード駅    | 緩・急   | J Z      | 1917年5月28日 | |
| ウッドヘブン                                                          |                                                       | 85丁目-フォレスト・パークウェイ駅 | 緩・急   | J        | 1917年5月28日 | 旧駅名：フォレスト・パークウェイ駅 |
| ウッドヘブン                                                          |                                                       | 75丁目-エルダーツ・レーン駅       | 緩・急   | J Z      | 1917年5月28日 | 旧駅名：エルダーツ・レーン駅 |
| サイプレス・ヒルズ                                                    |                                                       | サイプレス・ヒルズ駅              | 緩・急   | J        | 1893年5月30日 | |
| サイプレス・ヒルズ                                                    |                                                       | クレセント・ストリート駅          | 緩・急   | J Z      | 1893年5月30日 | |
| サイプレス・ヒルズ                                                    |                                                       | ノーウッド・アベニュー駅          | 緩・急   | J Z      | 1893年5月30日 | |
| サイプレス・ヒルズ                                                    |                                                       | クリーヴランド・ストリート駅      | 緩・急   | J        | 1893年5月30日 | 旧駅名：クリーヴランド・アベニュー駅 |
| イーストニューヨーク                                                  |                                                       | ヴァン・シックレン・アベニュー駅  | 緩・急   | J Z      | 1885年12月3日 | |
| イーストニューヨーク                                                  |                                                       | アラバマ・アベニュー駅            | 緩・急   | J Z      | 1885年9月5日  | |
| イーストニューヨーク                                                  | イーストニューヨーク車両基地への連絡線                |                                   |          |          |               | |
| イーストニューヨーク                                                  | 急行線 始点（マートル・アベニュー駅まで定期列車なし） |                                   |          |          |               | |
| イーストニューヨーク                                                  | BMTカナーシー線が緩行線に合流（定期運行なし）         |                                   |          |          |               | |
| イーストニューヨーク                                                  |                                                       | ブロードウェイ・ジャンクション駅  | 緩・急   | J Z      | 1885年6月14日 | A C （INDフルトン・ストリート線） L （BMTカナーシー線） ロングアイランド鉄道（イーストニューヨーク駅） 旧駅名：マンハッタン・ビーチ・クロッシング駅、マンハッタン・ジャンクション駅、イースタン・パークウェイ駅 |
| イーストニューヨーク車両基地への連絡線                                |                                                       |                                   |          |          |               | |
| ベッドフォード＝スタイベサント/ ブッシュウィック                      |                                                       | チャウンシー・ストリート駅        | 緩行     | J Z      | 1885年7月18日 | |
| ベッドフォード＝スタイベサント/ ブッシュウィック                      |                                                       | ホールジー・ストリート駅          | 緩行     | J        | 1885年8月19日 | |
| ベッドフォード＝スタイベサント/ ブッシュウィック                      |                                                       | ゲイツ・アベニュー駅              | 緩行     | J Z      | 1885年5月13日 | |
| ベッドフォード＝スタイベサント/ ブッシュウィック                      |                                                       | コシチュシコ・ストリート駅        | 緩行     | J        | 1888年6月25日 | |
| ベッドフォード＝スタイベサント/ ブッシュウィック                      | BMTマートル・アベニュー線と合流（M ）                 |                                   |          |          |               | |
| ベッドフォード＝スタイベサント/ ブッシュウィック                      |                                                       | マートル・アベニュー駅            | 緩・急   | J M Z    | 1888年6月25日 | 1889年4月にスタイベサント・アベニュー駅から移転 |
| ベッドフォード＝スタイベサント/ ブッシュウィック                      |                                                       | パーク・アベニュー駅              |          |          | 1888年6月25日 | 1912年から1921年の間に廃止・撤去 |
| ウィリアムズバーグ                                                    | バリアフリー・アクセス                                | フラッシング・アベニュー駅        | 緩行     | J M      | 1888年6月25日 | |
| ウィリアムズバーグ                                                    |                                                       | ロリマー・ストリート駅            | 緩行     | J M      | 1888年6月25日 | |
| ウィリアムズバーグ                                                    |                                                       | ヒューズ・ストリート駅            | 緩行     | J M      | 1888年6月25日 | |
| ウィリアムズバーグ                                                    | 緩行線への立体交差（J Z ）                            |                                   |          |          |               | |
| ウィリアムズバーグ                                                    | バリアフリー・アクセス                                | マーシー・アベニュー駅            | 緩行     | J M Z    | 1888年6月25日 | |
| ウィリアムズバーグ                                                    | 急行線 終点（マーシー・アベニュー駅構内）             |                                   |          |          |               | |
| ウィリアムズバーグ橋を越えてBMTナッソー・ストリート線に合流（J M Z ） |                                                       |                                   |          |          |               | |
|                                                                       |                                                       |                                   |          |          |               | |
| ウィリアムズバーグ                                                    | 廃止区間                                              | 廃止区間                          | 廃止区間 | 廃止区間 | 廃止区間      | 廃止区間 |
| ウィリアムズバーグ                                                    |                                                       | ドリッグス・アベニュー駅          |          |          | 1888年6月25日 | 1916年7月3日廃止 |
| ウィリアムズバーグ                                                    |                                                       | ブロードウェイ・フェリー駅        |          |          | 1888年7月14日 | 1916年7月3日廃止 |